# Котівка (зупинний пункт)
Коті́вка — пасажирський залізничний зупинний пункт Тернопільської дирекції Львівської залізниці на неелектрифікованій лінії Тернопіль — Біла-Чортківська між станціями Копичинці (3 км) та Гадинківці (3 км). Розташований в однойменному селі Чортківського району Тернопільської області.

## Пасажирське сполучення
На зупинному пункті Котівка зупиняються приміські поїзди сполученням Тернопіль — Чортків.